# Нетішинське водосховище
Нетішинське водосховище (Ставок-охолоджувач Хмельницької АЕС) створене у 1986 році на річці Гнилий Ріг яка впадає у Вілію. Головне призначення — резервуар води для охолодження конденсаторів турбіни атомних реакторів Хмельницької АЕС. Побічне призначення — промислова риболовля.
Під час створення водосховища було затоплено село Дорогоща. Побудоване за проектом київського відділення «Атоменергопроект».

## Географічне положення

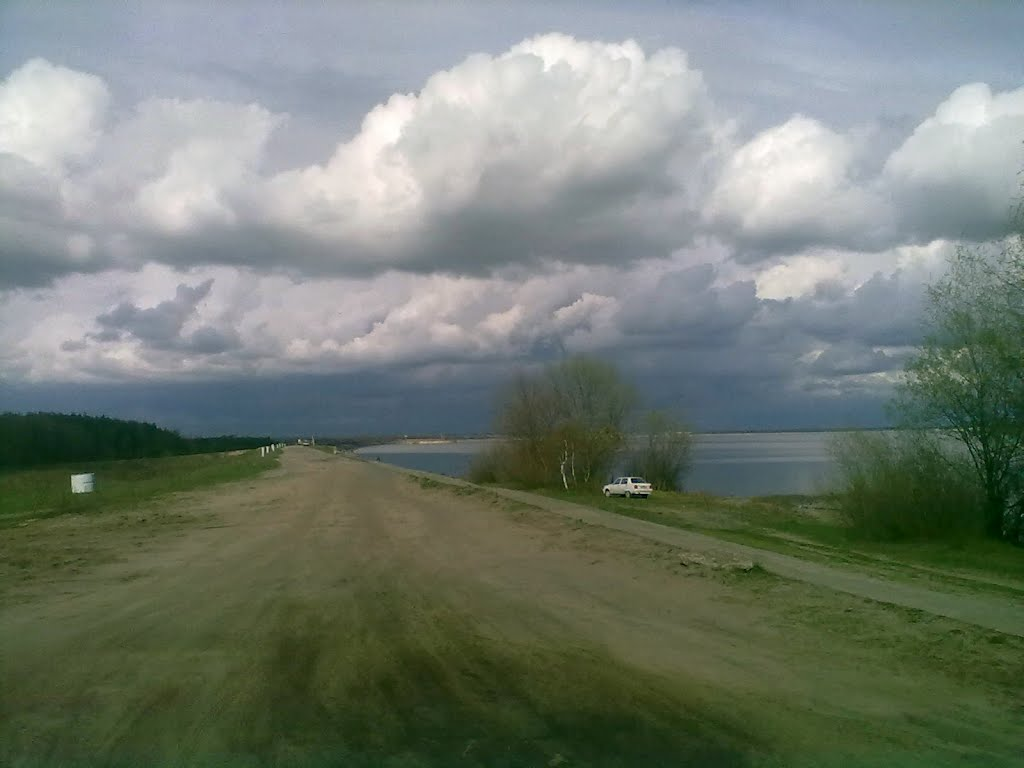
Водосховище з боку Острога

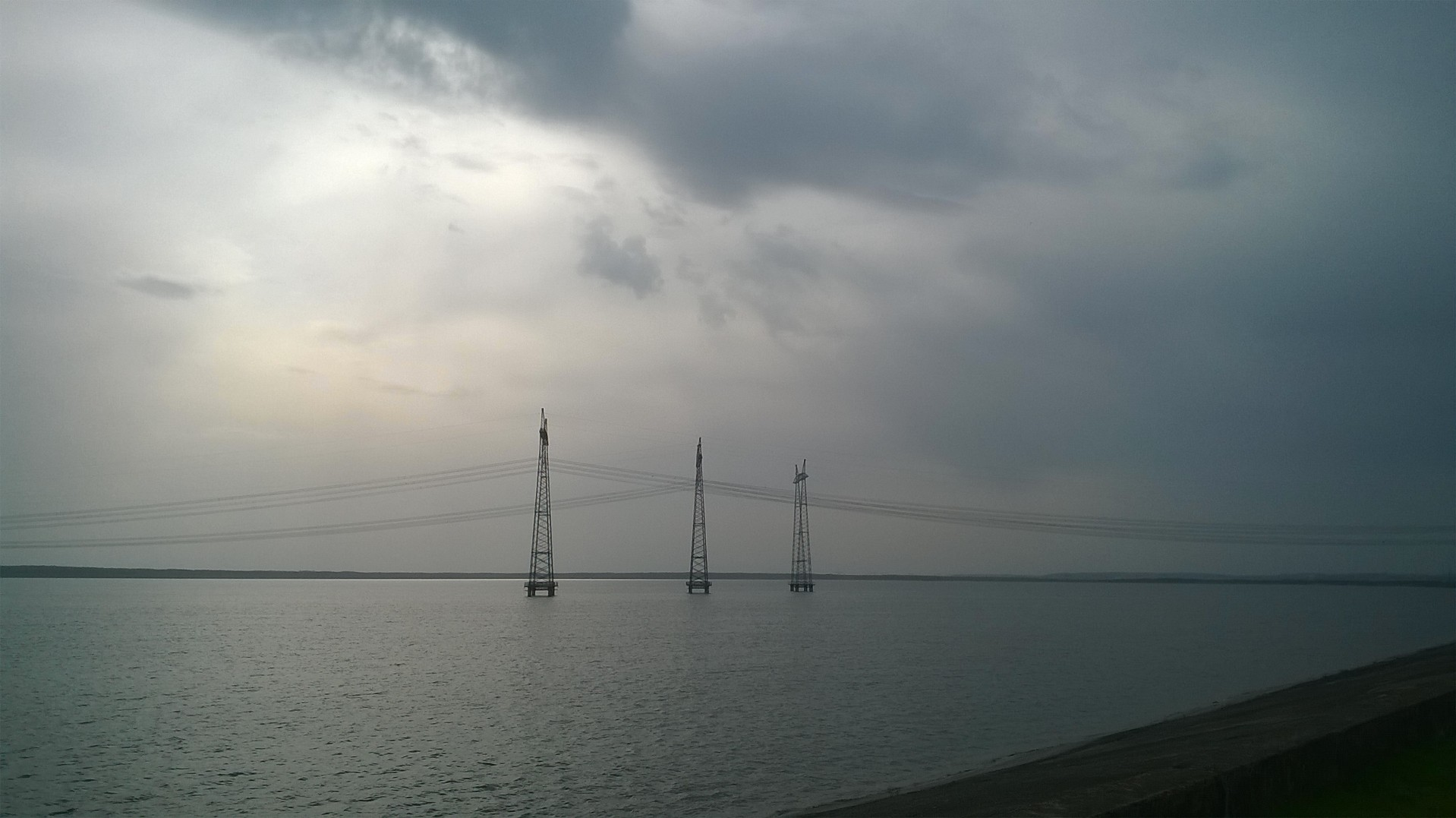
ЛЕП 750 кВ на водосховищі

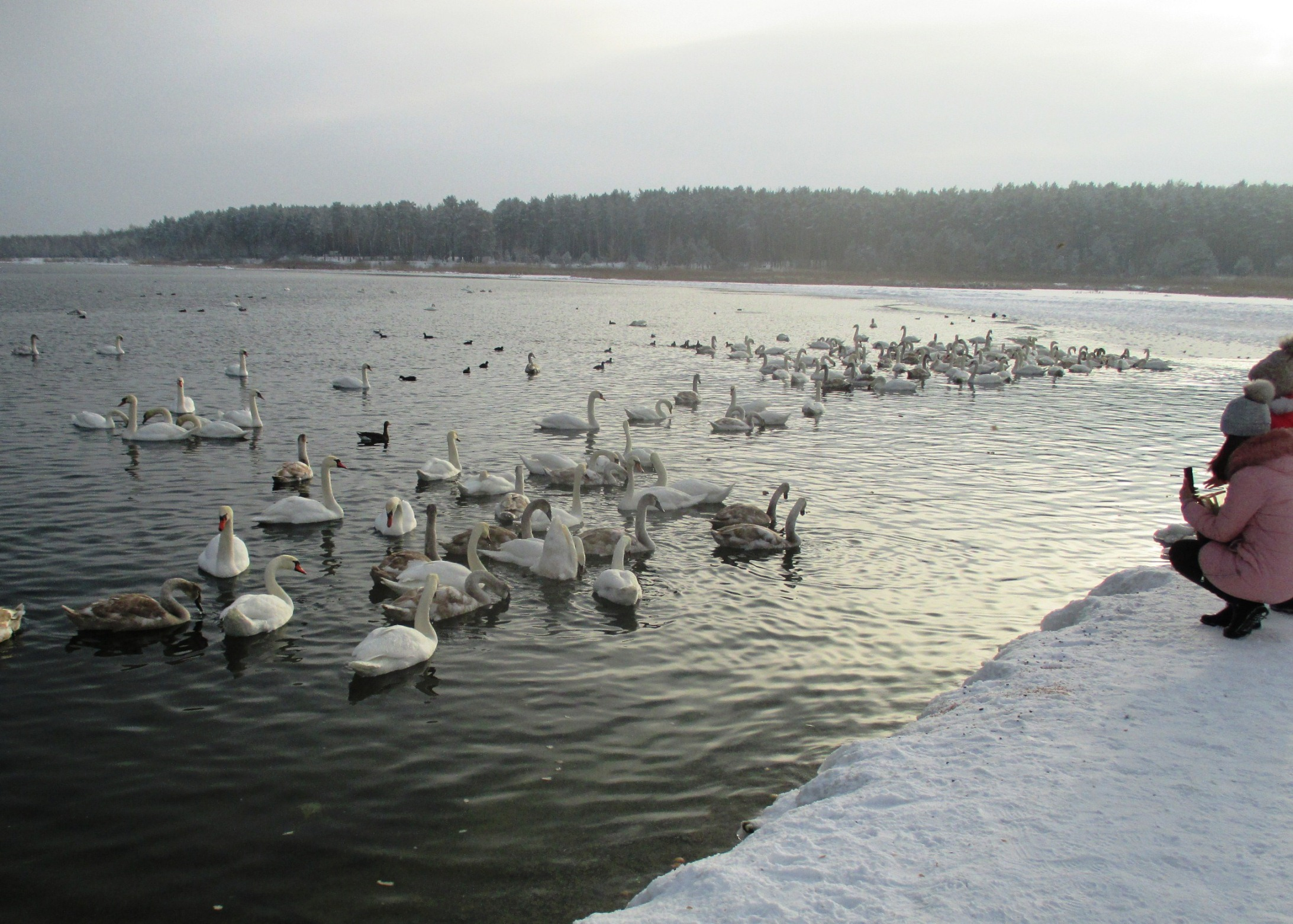
Зимівля лебедів на водосховищі

Територіально розташоване в межах Нетішинської міської громади Шепетівського району Хмельницької області. На кордоні двох областей. Прилягає до міста Нетішин Хмельницької області та міста Острог Рівненської області.
Створене в межах природної зони Мале Полісся.

## Загальна характеристика
Площа водойми: 1838 гектарів.
Характер дна: в різних місцях водойми не однакове: є піщане, глинисте, місцями замулене. На дні є старе русло річки. Також присутні затоплені дерева (ближче до річки Гнилий Ріг).
Глибина: зі сторони ХАЕС глибина досягає 20 метрів. Є ями і русло. Біля річки (південна частина водойми) глибина складає 1,5 метри і поступово переходить на міль.
Рослинність водойми: присутні очерет та осока, на меншій глибині кропивка. 1/3 периметру водосховища займає бетонна дамба, відповідно рослинності там немає.
Риба: лящ, плотва, карась, окунь, судак, щука, сазан, бичок, густера, краснопірка, лин, білий товстолоб, сом.
Рівень води досягає 201,6 м над рівнем моря. Основне надходження води відбувається за рахунок стоку річки Гнилий Ріг. Також на водосховищі побудований спеціальний перелив в річку Вілію, за допомогою якого вода може переливатись, якщо її занадто багато.

## Рибальство
На водосховищі можуть ловити лише члени клубу «рибалок-аматорів», який має статут, інструкцію, положення. Учасниками можуть бути тільки працівники Хмельницької атомної електростанції. Ловити рибу дозволено тільки з частини греблі, з берега зі сторони лісу, біля старого рибгоспу і в районі гирла річки Гнилий Ріг. Можна ловити рибу і з човна, але в наявності обов'язково мають бути жилети з особистим номером.

## Цікаві факти
- У зимовий період температура води не падає нижче 13 °C, проте зимою 2017—2018 було зафіксовано температуру води на поверхні нижче 3 °C[джерело?].
- Згідно з міськими легендами Острога та Нетішина наприкінці 80-х років на поверхню часто випливали труни з кладовища затопленого села Дорогоща[джерело?].
- Мешканці Острога називають водосховище просто дамбою[джерело?].

## Галерея

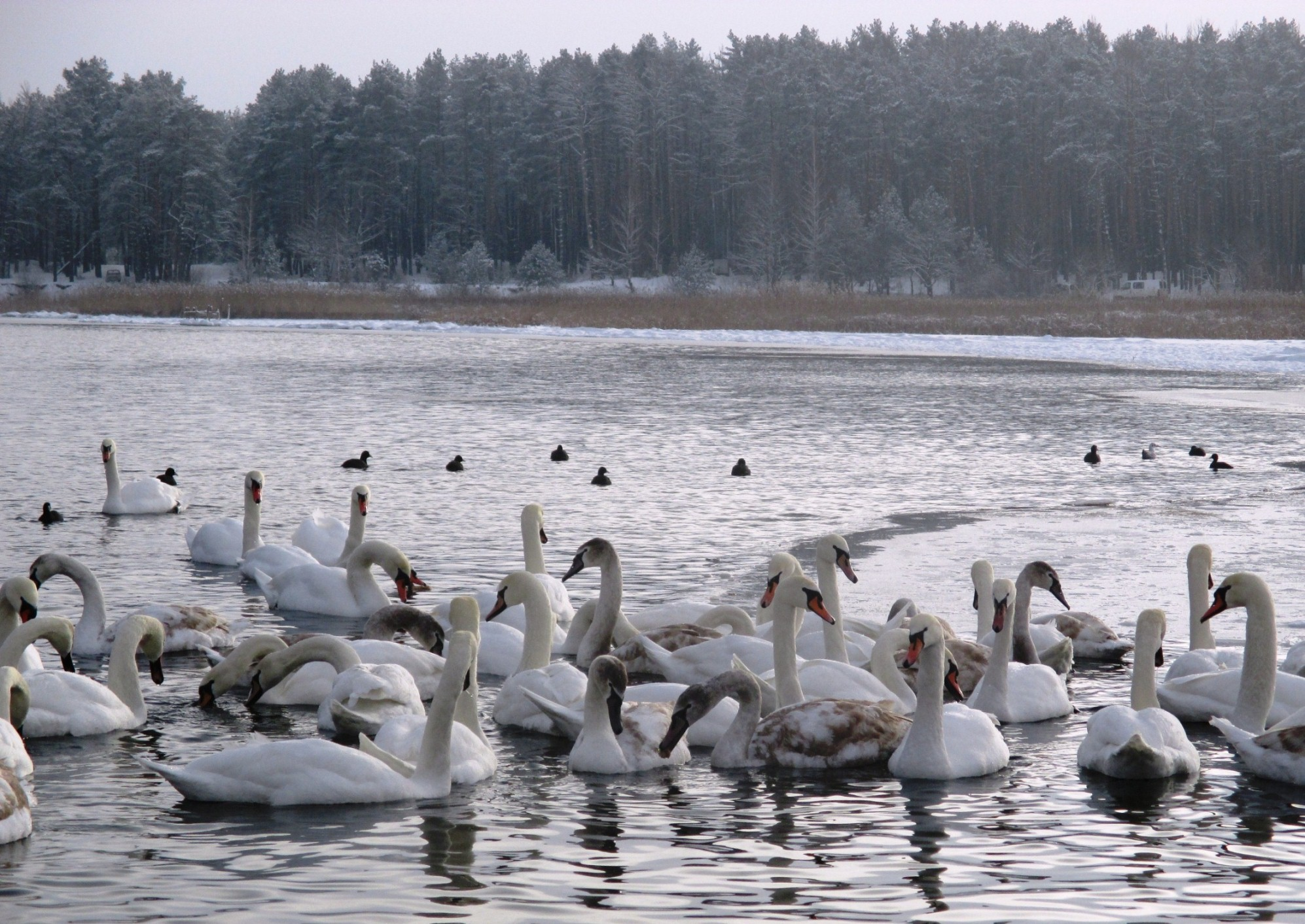
Зимівля лебедів на водосховищі. Західна частина водосховища (м. Острог Рівненської області)
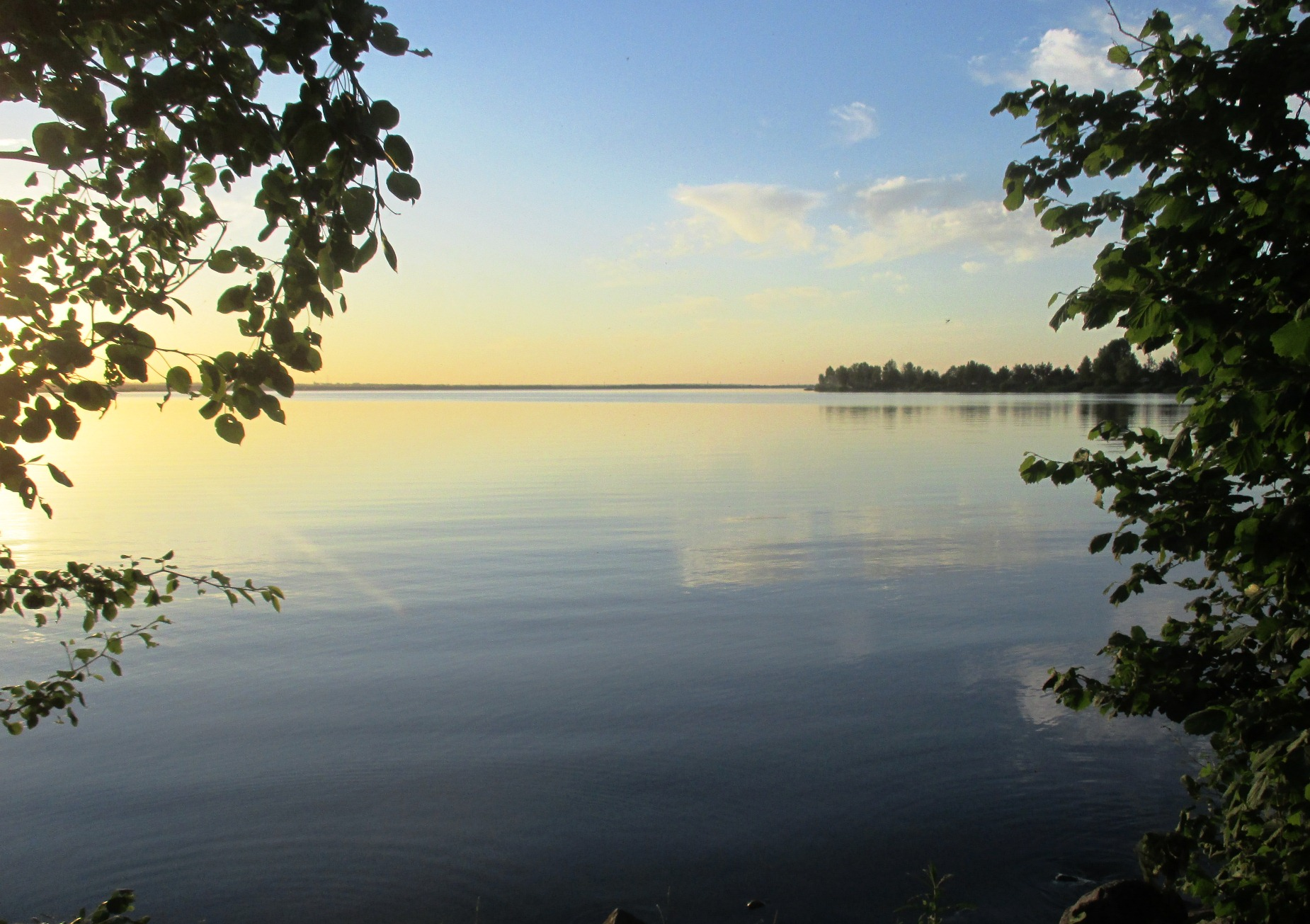
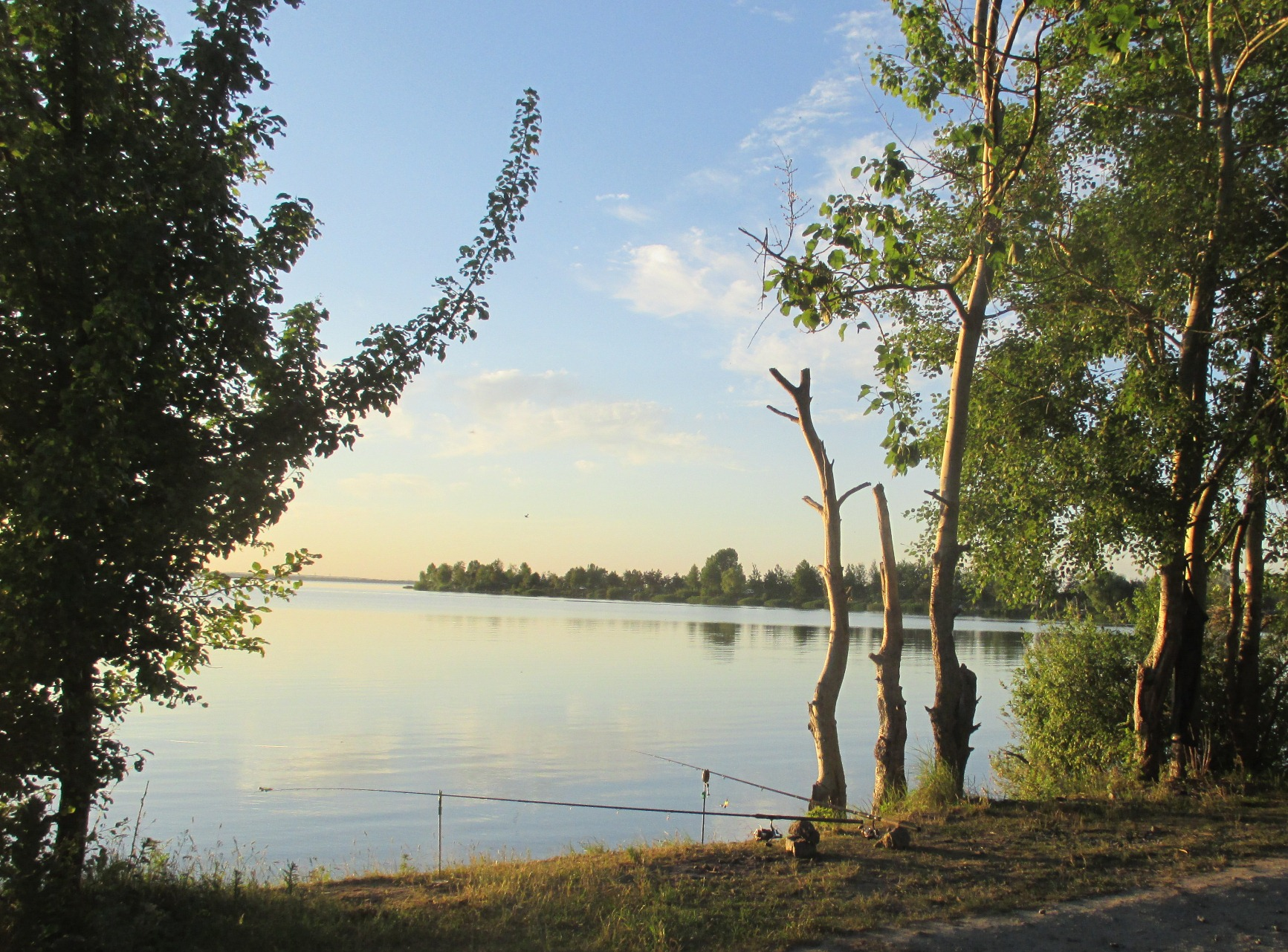
Південно-східна частина водосховища
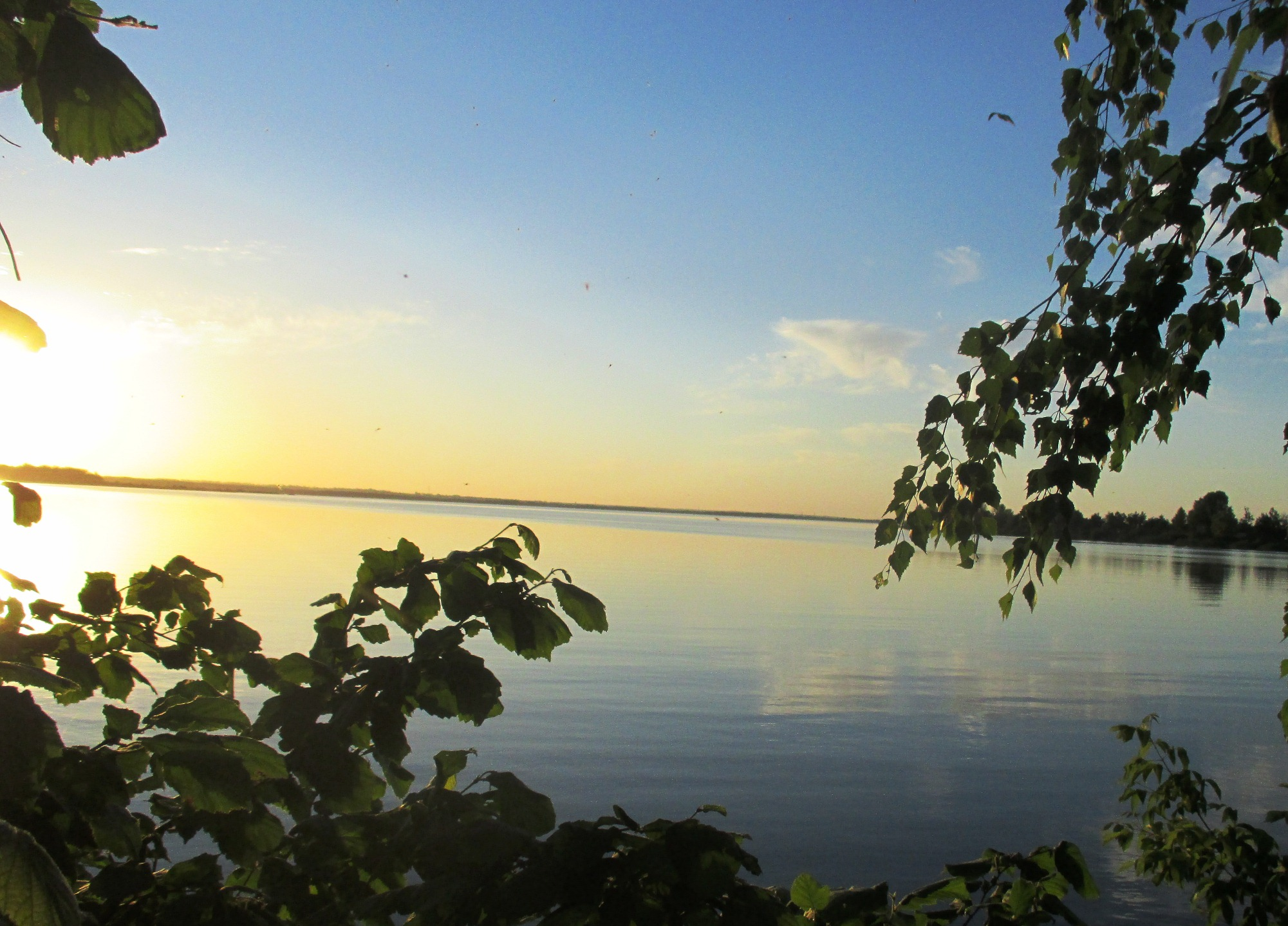